# 休倫縣 (俄亥俄州)
休倫縣（英語：Huron County）是位於美国俄亥俄州北部的一個縣。面積1,281平方公里。根据美国人口调查局2000年统计，共有人口59,487人。县治諾瓦克 (Norwalk)。
成立於1809年。縣名的來源有數個版本，最流行的是指當地的原住民休倫族。